# Базиликата
Базиликата (итал. Basilicata) је једна од 20 покрајина Италије. Налази се у њеном јужном делу земље. Главни град је Потенца, а други по величини и значају је град Матера.
Покрајина Базиликата је позната као једна од најмањих покрајина у држави. Она је на зачељу и по многим другим одликама - по броју становника, по густини насељености, по нивоу развијености.

## Положај
Базиликата је јужна покрајина Италије, смештена на Апенинском полуострву. На истоку се налази Јонско море, а на југозападу Тиренско море.
Са осталих страна налазе се друге италијанске покрајине:
- север - Апулија
- југ - Калабрија
- запад - Кампанија

## Природне одлике
Површина покрајине је 9.992 km² и по овоме је Базиликата једна од мањих италијанских покрајина.

### Рељеф
Базиликата је смештена на југу Апенинског полуострва и простире се између Јонског мора на истоку и Тиренског мора на западу. Површ покрајине Базиликате је махом покренутог терена. Сасвим мала равничарска подручја пружају се дуж на истоку, уз Јонско море. Излазак на његову обалу је дуг, али слабо разуђен и без природних лука. Обала постепено прелази у бреговито и брдско подручје у средишњем делу покрајине, који заузима 45% њене површине. Оно је испресецано дубоким речним долинама у виду клисура. Брдско подручје постепено ка западном делу Базиликате прелази у високо планинско подручје Луканских Апенина (47% површине). Највиши врх покрајине је Монте Полино (2271 m). На крајњем западу налази се узак излаз на Тиренско море. Познат је и угашени вулкан Монте Вултуре у северозападном делу покрајине.

### Клима
Клима у приморском делу Базиликате је средоземна. Како се залази у копно и иде на више надморске висине она постаје прелазна између средоземне и континенталне. У вишим крајевима клима је оштрија, планинска.

### Воде
Покрајина Базиликата је већим делом у сливу Јонског мора, на које излази дугом обалом. Већина река је кратког тока и са дубоким долинама у виду клисура. Оне се спуштају са Апенина у море. Иако ниједна река није значајна у државним оквирима на нивоу покрајине познате реке су Агри, Базенто и Брадано. Сасвим мали део покрајине на крајњем западу је у сливу Тиренског мора и њему тече свега пар потока.

## Управна подела
Базиликата је подељена у 2 округа, одн. провинције са истоименим градовима као управним средиштима:
- Матера
- Потенца

## Историја
У преримска времена ова област се звала Луканија и њоме се управљало заједно са Брутијумом. Име „Луканија“ је долазило од народа Луканаца, који су око 5. века п. н. е. извршили најезду на то подручје, протерујући домородачко становништво у унутрашњост. Обале на обе стране Луканије биле су део Велике Грчке почев од 7. века п. н. е..
Луканци су били у сукобу са грчком колонијом Тарантом. Направили су савез са Римом 298. п. н. е.. Међутим мало касније су страдали погрешно бирајући стране у ратовима, које је Рим водио у том подручју. Када се искрцао Пир Епирски 281. п. н. е., у том подручју је започео Пиров рат. Луканци су стали на његову страну, па су након његова одласка принуђени да се покоре Риму.
Током Другог пунског рата Луканија је била разарана од обе војске. Никад се то подручје није опоравило од тих разарања, тако да је читаво подручје почело пропадати. Луканци се придружују Самнитима у рату против Рима (90. п. н. е.-88. п. н. е. ). Цело подручје остаје без становништва, пољопривреда се запушта, а маларија узима свој данак. Највећи део области претворен је у пашњаке, а планине су се поново пошумиле.
По пропасти старог Рима ова област у раном средњем веку брзо мења господаре. Прво потпада под Готе, да би убрзо уследио разорни Готски рат, који је разорио подручје Базиликате и околна подручја. Потом је Базиликата дошла под власт Византије. Нормани истискују Византију са тог подручја у 11. веку. Ускоро се од државе Нормана образује Напуљска краљевина, која се без обзира промену бројних владарских лоза (Нормани, Анжујци, Арагонци, Бурбони) одржала до уједињења Италије 1860. године. После уједињења Базиликата је основана као једна од покрајина, али ово није довело до општег развоја подручја, тако да је оно и данас једно од најнеразвијенијих и најређе насељених у држави.
Област је претрпела огромну штету у катастрофалном земљотресу 1980. године.

## Становништво
Данас Базиликата има око 590.000 хиљада становника и по томе је она једна од најмањих покрајина Италије. Међутим, то је свега 15% више него пре једног века, а на неколико последњих пописа број становника се смањивао.
Густина насељености је нешто око 59 ст./км², што је више него 3 пута мање од државног просека (200 ст./км²). Целокупан простор покрајине је слабо насељен.
Етничка слика У покрајини доминира италијанско становништво. Новодосељеног становништва има занемарљиво мало (1,5%), у складу са неразвијеношћу покрајине. То су углавном досељеници из источне Европе.

## Привреда
Планинско подручје је онемогућавало развој тог подручја, тако да је Базиликата била једна од најсиромашнијих регија Италије. Због открића нафте задњих година Базиликата је постала битно богатија.
Привреда у покрајини и данас је ослоњена на пољопривреду и мануфактурну производњу. Туризам има могућности за развој (нарочито због бројних природних лепота), али је слабо развијен.

## Галерија
Фотографије градова покрајине
- Потенца
- Матера
- Пистичи
- Мелфи